# Berrioplano
Berrioplano (spanska) eller Berriobeiti (baskiska), officiellt Berrioplano/Berriobeiti, är en kommun i Spanien.   Den ligger i provinsen och regionen Navarra, i den nordöstra delen av landet, 300 km nordost om huvudstaden Madrid. Antalet invånare är 5 971. Arean är 26,0 kvadratkilometer. Berrioplano/Berriobeiti gränsar till Pamplona.